# 広域X線吸収微細構造

エックス線吸収スペクトルの例。横軸はエックス線のエネルギー（吸収端をゼロとする）、縦軸はエックス線の吸収量である。

広域X線吸収微細構造 (Extended X-ray Absorption Fine Structure) とはX線吸収スペクトルにおいて、吸収端から高エネルギー側に 1000eV 程度までの領域に見られる構造を呼ぶ。通常、EXAFS（イグザフス）と略される。
XANESよりも高いエネルギー領域では、励起された内殻電子がX線吸収原子から放出される（光電子）。放出された光電子は隣接する原子により散乱され（→散乱理論）、光電子とその散乱波との干渉により、内殻電子の励起確率、すなわちX線吸収係数が変化する。EXAFS領域における振動構造はこの効果による。

## EXAFS基本公式
一回散乱（隣接する1つの原子による散乱）のEXAFSの基本公式を以下に示す。
{\displaystyle \chi (k)={\frac {\mu (E)-\mu _{0}(E)}{\mu _{0}(E_{0})}}=S_{0}^{2}\sum _{i=1}^{J}{\frac {F_{eff,i}(k)N_{i}}{kR_{i}^{2}}}\sin(2kR_{i}+2\delta _{l}(k))e^{-2k^{2}\sigma _{i}^{2}}}
ここで{\displaystyle \chi }はEXAFS振動関数、{\displaystyle \mu }は吸収係数、{\displaystyle \mu _{0}}は孤立原子の吸収係数、{\displaystyle S_{0}^{2}}は多体効果を表す因子、{\displaystyle F_{eff,i}}は後方散乱因子、{\displaystyle N_{i}}は配位数、{\displaystyle k}は波数、{\displaystyle R_{i}}は配位距離、{\displaystyle \delta _{l}}は位相シフト、{\displaystyle \sigma _{i}}はデバイ‐ワラー因子である。
この公式は以下のような仮定により導かれる。
- 一光子吸収近似。つまり光のベクトルポテンシャルは小さいとしてAの一次のみ考慮する。
- 電気双極子近似。つまり内殻電子の広がりは入射光の波長より十分に短い。
- 一電子散乱近似。つまり電子の原子散乱は、他の電子に関係なく独立して行われる。
- 励起電子のエネルギーは十分に高い。
- マフィンティンポテンシャルによって電子は散乱される。
- 平面波近似。つまり散乱原子のポテンシャル領域が、最近接原子間距離に対して十分に小さい時、散乱は平面波によって行われる。

## EXAFSの解析
EXAFS を解析することでX線吸収原子に隣接する原子の位置などの情報が得られる。このことはラルフ・クローニッヒによって発見されたため、EXAFS の構造はかつてはクローニッヒ構造 ("Kronig structure") と呼ばれた。
実験で得られた{\displaystyle \chi (k)}はさまざまなシェルの寄与を含んでいるため、まずk空間からR空間にフーリエ変換し動径構造関数を得る。そして必要な範囲のみを逆フーリエ変換することで得られた{\displaystyle \chi '(k)}から目的とするシェルの構造パラメータを求める。フィッティングには後方散乱因子と位相シフトの理論値が必要となる。それぞれの値は、歴史的にはTeoとLeeが平面波近似によって、McKaleが部分的な球面波近似によって求めている。しかし、XAFSの国際会議「IXSレポート」では球面波を用いたFEFFによる理論値を推奨している。